# Társilo Piles i Guaita
Társilo Piles i Guaita (Torís, 1947) és un polític i empresari valencià. Va ser membre d'Unió Valenciana i va exercir càrrecs al València CF i al Banc de València fins l'extinció de l'entitat. Va ser regidor a l'Ajuntament de València i Primer Tinent d'Alcalde de València.

## Biografia
Abans de començar amb la seua carrera política, Piles va treballar al Banc de València fins a l'any 1991, quan va demanar l'excedència per dedicar-se completament al seu càrrec de regidor.
L'any 1982 va participar en la fundació d'Unió Valenciana al costat d'altres polítics com ara Miquel Ramón i Izquierdo o Vicent González i Lizondo.
Va ser regidor a l'Ajuntament de València i posteriorment, va succeir a González Lizondo com a primer tinent d'alcalde de València fins al 1995. Des de 1995 va ser candidat a l'alcaldia de València, renovant l'acta de regidor l'any 1995, però perdent-la el 1999, quan UV no aconseguí cap representació al consistori. Paral·lelament i des de l'any 1996, Piles va exercir com a President d'UV a la província de València, carrec del qual dimití després de la davallada electoral del partit a les eleccions del 1999. El mateix any, Piles va competir pel lideratge del partit en unes primàries amb Hèctor Villalba. Poc després, i a causa de discrepàncies amb la nova direcció del partit encapçalada per Josep Maria Chiquillo, Piles abandonà el partit.
Després de retirar-se de la política, Piles va dedicar-se al mercat immobiliàri. Des de 2009 fins al 2015, va presidir la Fundació del València CF Tot i que abans ja havia estat conseller d'administració de l'equip de futbol. L'any 2015 va ser imputat pel delicte d'apropiació indeguda per les irregularitats amb el negoci de piscifactoria que va fer amb l'exministre i exalcalde de Manises Antoni Asunción. El jutge no sols no va trobar culpables a Piles i Asunción, sinó que condemná en costes al Banc de València.